# 博倫斯特海姆
博倫斯特海姆（荷蘭語：Boornsterhem；西弗里斯兰语：Boarnsterhim）是荷蘭的一個已經撤銷的市镇。博倫斯特海姆位於荷蘭北部。2014年1月1日，博倫斯特海姆被併入德弗里瑟梅伦。